# 912
Cette page concerne l'année 912  du calendrier julien. Pour l'année 912 av. J.-C., voir 912 av. J.-C.
L'année 912 est une année bissextile qui commence un mercredi.

## Événements
- 18 juillet : passage de la comète de Halley[1].

### Afrique
- 10 avril : les berbères Kutama provoquent une grave émeute à Kairouan ; 700 d'entre eux auraient été massacrés par la population[2].
- 16 mai : Abu l-Qasim (futur Al-Qaim), fils du calife fatimide, dirige une opération contre les Berbères kutama révoltés, qui ont proclamé leur propre Mahdi ; le 12 juin il arrive à Constantine et bat les rebelles le 21 près de Mila[2].
- Été : révolte fiscales des Berbères houaras de Tripolitaine contre les Kutama ; elle atteint Tripoli où le gouverneur fatimide doit fuir[2].
- 15 décembre : Abu l-Qasim quitte Raqqada et marche contre Tripoli à la tête d'une expédition combinée terrestre et maritime ; la ville assiégée capitule en juin 913[2].

- Le Fatimide Ubayd Allah al-Mahdi décide la construction al-Mahdia[3]. La ville est édifiée entre 916 et 921 et devient capitale de l’Ifriqiya jusqu’en 973.

### Asie
- Début du règne de Mahipala, roi Pratihara de Kanauj, en Inde (fin en 944)[4].
- Échec d’un raid des Varègues à travers la mer Caspienne jusqu’à Bakou et l’Azerbaïdjan, rapporté par l’historien arabe Al-Mas'ûdî[5].

### Europe
- Janvier : baptême de Rollon[6]. Une partie de ses hommes ne tarde pas à l’imiter.
- 11 mai : début du règne d'Alexandre, empereur byzantin, frère de Léon VI (fin en 913)[7]. Il omet de payer tribut aux Bulgares.
- 15 mai : le patriarche de Constantinople Euthyme est déposé. Alexandre rappelle le patriarche Nicolas Mystikos[8].
- 16 octobre : début du règne de Abd al-Rahman III émir de Cordoue[9]. Il reconstitue un État unifié. Abd al-rahman III se proclamera calife de Cordoue en 929, rompant définitivement avec Bagdad. Fin de son règne en 961.
- 25 octobre : à la mort du roi de Bourgogne Rodolphe Ier, son fils Rodolphe II lui succède (fin du règne en 937)[10].

- Début du règne d'Igor, prince de Kiev (fin en 945). Il épouse Olga[11].
- Orso II Participazio est élu doge de Venise[12].
- En Espagne, le Duero est atteint par les Asturiens ; repeuplement de Roa et de San Esteban de Gormaz[13].
- La Bretagne passe sous le contrôle des Normands de Rollon[14] (912-937).
- Géran, évêque d’Auxerre, met les Normands en déroute à Donzy, alors qu’ils viennent de piller le monastère de Cessy-les-Bois[15].
- Échec d’une tentative des Vikings d'Irlande sur Chester[16]. Une flotte viking, probablement composée de Norvégiens, envahit à nouveau l’Irlande. Son chef Ingimundr (ou Ingemund) reprend Limerick et Waterford puis se porte sur l’Angleterre et émet des prétentions sur le nord du Pays de Galles et Chester. Il est repoussé.
- Première mention de la ville d'Oxford dans la chronique anglo-saxonne[17].